# مکنیه صلاحاویه
مکنیه صلاحاویه، روستایی از توابع بخش مرکزی شهرستان شادگان در استان خوزستان ایران است.

## جمعیت
این روستا در دهستان دارخوین قرار دارد و براساس سرشماری مرکز آمار ایران در سال ۱۳۸۵، جمعیت آن ۷۶۹ نفر (۱۰۰خانوار) بوده‌است.